# La Complainte du Hollandais

La Complainte du Hollandais est un chant tiré de l'opéra tragique de Richard Wagner, Le Vaisseau fantôme, 1re édition française.

## Contexte
Acte I, scène 2. Au loin, l'équipage du bateau de marchands ne remarque pas la présence d'un autre navire, silhouette lointaine et irréelle. À son bord, un homme se tient sur la proue en rêvant. Le capitaine du Hollandais volant chante.

## Paroles
L'heure a sonné !
Sept ans avec l'aurore
Sont écoulés !
Le flot
Lassé me rejette aussitôt.
Ah ! Superbe océan, bientôt
Tes flots me porteront encore !
Ta rage expire et ma peine est sans fin !
Je cherche en vain
Sur cette terre,
Celle en qui j'espère.
Mer, tu seras le témoin de mes maux !
Jusqu'au moment où l'abîme en repos
Verra tarir enfin les flots !
Combien de fois, las de souffrir,
Je courus affronter l'orage !
Hélàs ! La mort sembla me fuir.
En vain ma rage
A maint écueils
Souvent demanda le naufrage !
Jamais ne s'ouvre mon cercueil.
Parfois j'ai bravé le pirate,
Cherchant dans les combats la mort.
Viens ! Viens ! que ta bravoure éclate !
L'argent ruisselle sur mon bord !
Des mers j'ai vu l'enfant sauvage
En se signant au loin s'enfuir !
Combien de fois, voulant mourir,
J'ai défié les vents, l'orage !
Dans l'espérance d'un cercueil,
Souvent j'allai chercher l'écueil ;
Mais ni la tombe,
Ah ! ni la mort !
Tel est l'arrêt cruel du sort !
Tel est l'arrêt cruel du sort !
Ange du ciel, messager d'espérance,
Qui du salut m'a montré le chemin,
En m'annonçant un jour de délivrance,
T'es-tu raillé de mon cruel destin ?
Ange du ciel, messager d'espérance,
Qui du salut m'a montré le chemin,
En m'annonçant un jour de délivrance,
T'es-tu raillé de mon cruel destin ?
En vain j'espère,
Vœux superflus !
Sur terre
Un cœur fidèle il n'en est plus !
Un seul espoir encor me reste
Et cet espoir jamais ne ment.
Si long que soit ce sort funeste,
Le monde aura sa fin pourtant !
Ô jour céleste
Du jugement,
Quand dois-tu luire
Enfin pour moi ?
Qu'il sonne, ce signal d'effroi
Qui doit tout perdre et tout détruire !
Lorsque seront levés les morts,
Lorsque seront levés les morts,
Enfin la paix m'attend alors,
Enfin la paix m'attend alors !
Lorsque seront levés les morts,
Enfin la paix m'attend, alors, m'attend alors !
Ô mondes, cessez votre cours !
A moi, néant, à moi ! A moi !
A nous, néant, et pour toujours !
A nous, néant, et pour toujours !